# گتهلف فیشر فن والدهایم
گتهلف فیشر فن والدهایم (انگلیسی: Gotthelf Fischer von Waldheim؛ زاده ۱۳ اکتبر ۱۷۷۱ درگذشته ۱۸ اکتبر ۱۸۵۳) یک زیست شناس اهل آلمان بود.